# Heinrich August Winkler
Heinrich August Winkler, född den 19 december 1938 i Königsberg (nuvarande Kaliningrad), är en tysk historiker. 
Winkler blev 1970 professor vid Freie Universität Berlin och 1972 vid Albert-Ludwigs-Universität Freiburg. År 1991 blev han professor i samtidshistoria vid Humboldt-Universität zu Berlin. Han blev emeritus 2007.